# Asura natalensis
Asura natalensis är en fjärilsart som beskrevs av Walker 1864. Asura natalensis ingår i släktet Asura och familjen björnspinnare. Inga underarter finns listade i Catalogue of Life.